# Бутиковский переулок
Бу́тиковский переу́лок — улица в центре Москвы в Хамовниках между 1-м Зачатьевским и Коробейниковым переулками.

## Происхождение названия
Название закрепилось в середине XIX веке и дано по текстильной фабрике братьев Бутиковых, находившейся здесь в начале XIX века.
В настоящее время некоторые ошибочно считают, что название переулка происходит от слова «бути́к» (фр. boutique).

## Описание
Бутиковский переулок начинается от 1-го Зачатьевского переулка, проходит на юг вдоль Пречистенской набережной, справа к нему примыкает Молочный переулок, выходит на Коробейников переулок, где заканчивается.

## Здания и сооружения
По нечётной стороне:
- № 3 — жилой комплекс «Copper House».
- № 5 — жилой комплекс «Бутиковский, 5» (2003, архитекторы С. Скуратов, К. Ходнев, В.Жеребцов, А. Шаруденко, М. Пелеева, Е. Анваер).[2]
- № 7 — офисное здание «Бутик-офис» (2008, архитекторы Ю. Григорян, А. Павлова, И. Кулешов, Ю. Бычкова, Н. Татунашвили).[2]
- № 9 — офисное здание ЮниКредит Банка (2010, архитекторы А. Скокан, В. Каняшин, М. Дехтяр, М. Елизарова, Б. Елагин, А. Скачкова)[3].

По чётной стороне:
- № 12, строение 2 — Спортстрой;
- № 14, строение 5 — Энергомашкорпорация.